# Болдиревське сільське поселення (Абатський район)
Бо́лдиревське сільське поселення (рос. Болдыревское сельское поселение) — муніципальне утворення у складі Абатського району Тюменської області, Росія.
Адміністративний центр — село Болдирево.

## Історія
3 листопада 1923 року були утворені Берендеєвська сільська рада, Великоболдиревська сільська рада та Тушнолобовська сільська рада. 15 вересня 1926 року Великоболдиревська сільрада перейменована в Болдиревську сільську раду. 17 червня 1954 року ліквідована Берендеєвська сільрада. 18 липня 1961 року ліквідована Болдиревська сільрада. 10 травня 1965 року утворена Болдиревська сільрада.
2004 року Болдиреська сільська рада перетворена в Болдиревське сільське поселення.

## Населення
Населення — 554 особи (2020; 584 у 2018, 832 у 2010, 1058 у 2002).

## Склад
До складу поселення входять такі населені пункти:
| Населений пункт      | Населення, осіб (2002) | Населення, осіб (2010) |
| -------------------- | ---------------------- | ---------------------- |
| Берендеєва, присілок | 100                    | 70                     |
| Болдирево, село      | 631                    | 510                    |
| Костилева, присілок  | 190                    | 125                    |
| Сисоєва, присілок    | 137                    | 127                    |